# Puchar Europy Zdobywczyń Pucharów siatkarek (1989/1990)
Puchar Europy Zdobywczyń Pucharów 1989/1990 – 18. sezon turnieju rozgrywanego od 1978 roku, organizowanego przez Europejską Konfederację Piłki Siatkowej (CEV) w ramach europejskich pucharów dla żeńskich klubowych zespołów siatkarskich „starego kontynentu”.

## Drużyny uczestniczące
- KFUM Oslo
- Sokol Teleges Wiedeń
- VfL Oythe-Vechta
- Euran Raiku
- Philathilikos Saloniki
- Tormo Barberá
- SC Uni Bazylea
- Paloma Branik Maribor
- Hatovoc Tongeren
- Estrelas da Avenida Lizbona
- Pezoporikos Larnaca
- Aris Bonnevoie
- Płomień Milowice
- Chimistul RM Vilcea
- Hapoel Bat Jam
- Deltalloyd AMVJ Amsterdam
- ADK Ałma-Ata
- Lewski-Spartak Sofia
- Braglia Reggio Emilia
- Tungsram Budapeszt
- Galatasaray SK
- Traktor Schwerin
- Ruda Hvezda Praga
- RC Cannes

## Rozgrywki

### Runda wstępna
| Data       | Drużyna 1              | Wynik | Drużyna 2                   | Sety                           |
| ---------- | ---------------------- | ----- | --------------------------- | ------------------------------ |
| 04.11.1989 | KFUM Oslo              | 3:0   | Sokol Teleges Wiedeń        | 15:5, 15:11, 15:0              |
| 11.11.1989 | KFUM Oslo              | 3:1   | Sokol Teleges Wiedeń        | 15:10, 12:15, 15:10, 15:2      |
| 04.11.1989 | VfL Oythe-Vechta       | 3:0   | Euran Raiku                 | 15:9, 15:6, 15:7               |
| 11.11.1989 | VfL Oythe-Vechta       | 3:1   | Euran Raiku                 | 12:15, 15:13, 15:10, 15:7      |
| 10.11.1989 | Philathilikos Saloniki | 3:2   | Tormo Barberá               |                                |
| 12.11.1989 | Philathilikos Saloniki | 3:1   | Tormo Barberá               |                                |
| 04.11.1989 | Uni Bazylea            | 3:2   | Paloma Branik Maribor       | 15:7, 15:13, 4:15, 9:15, 17:15 |
| 11.11.1989 | Uni Bazylea            | 3:1   | Paloma Branik Maribor       |                                |
| 05.11.1989 | Hatovoc Tongeren       | 3:0   | Estrelas da Avenida Lizbona | 15:3, 15:10, 15:4              |
| 12.11.1989 | Hatovoc Tongeren       | 2:3   | Estrelas da Avenida Lizbona |                                |
| 04.11.1989 | Pezoporikos Larnaca    | 1:3   | Aris Bonnevoie              |                                |
| 11.11.1989 | Pezoporikos Larnaca    | 0:3   | Aris Bonnevoie              |                                |
| 04.11.1989 | Płomień Milowice       | 3:0   | Chimistul RM Vilcea         |                                |
| 12.11.1989 | Płomień Milowice       | 2:3   | Chimistul RM Vilcea         |                                |
| 11.11.1989 | Hapoel Bat Jam         | 0:3   | Deltalloyd AMVJ Amsterdam   | 5:15, 1:15, 11:15              |
| 12.11.1989 | Hapoel Bat Jam         | 0:3   | Deltalloyd AMVJ Amsterdam   | 10:15, 3:15, 3:15              |

### 1/8 finału
| Data        | Drużyna 1                 | Wynik | Drużyna 2              | Sety                       |
| ----------- | ------------------------- | ----- | ---------------------- | -------------------------- |
| 02.12.1989  | ADK Ałma-Ata              | 3:0   | KFUM Oslo              | 15:4, 15:3, 15:2           |
| 009.12.1989 | ADK Ałma-Ata              | 3:0   | KFUM Oslo              | 15:12, 15:1, 15:0          |
| 02.12.1989  | Aris Bonnevoie            | 0:3   | Lewski-Spartak Sofia   |                            |
| 03.12.1989  | Aris Bonnevoie            | 0:3   | Lewski-Spartak Sofia   |                            |
|             | Uni Bazylea               | 0:3   | Braglia Reggio Emilia  | 12:15, 4:15, 8:15          |
| 10.12.1989  | Uni Bazylea               | 0:3   | Braglia Reggio Emilia  | 9:15, 4:15, 9:15           |
| 03.12.1989  | Tungsram Budapeszt        | 3:0   | Galatasaray Stambuł    |                            |
| 10.12.1989  | Tungsram Budapeszt        | 0:3   | Galatasaray Stambuł    |                            |
| 02.12.1989  | SC Traktor Schwerin       | 3:0   | Płomień Milowice       |                            |
| 09.12.1989  | SC Traktor Schwerin       | :::   | Płomień Milowice       |                            |
| 02.12.1989  | Deltalloyd AMVJ Amsterdam | 3:0   | Philathelikos Saloniki |                            |
| 09.12.1989  | Deltalloyd AMVJ Amsterdam | 3:1   | Philathelikos Saloniki | 16:17, 15:5, 15:7, 15:2    |
|             | VfL Oythe-Vechta          | 3:1   | Ruda Hvezda Praga      | 15:12, 15:11, 11:15, 15:11 |
| 09.12.1989  | VfL Oythe-Vechta          | 1:3   | Ruda Hvezda Praga      | 5:15, 15:13, 10:15, 13:15  |
| 02.12.1989  | RC Cannes                 | 3:0   | Hatovoc Tongeren       | 15:9, 15:7, 15:13          |
| 09.12.1989  | RC Cannes                 | 3:0   | Hatovoc Tongeren       | 15:5, 15:9 17:15           |

### Ćwierćfinał
| Data       | Drużyna 1             | Wynik | Drużyna 2                 | Sety               |
| ---------- | --------------------- | ----- | ------------------------- | ------------------ |
|            | ADK Ałma-Ata          |       | Lewski-Spartak Sofia      |                    |
| 24.01.1990 | ADK Ałma-Ata          | 3:1   | Lewski-Spartak Sofia      |                    |
| 18.01.1990 | Braglia Reggio Emilia | 3:0   | Tungsram Budapeszt        | 15:12, 15:10, 15:8 |
| 24.01.1990 | Braglia Reggio Emilia | 3:0   | Tungsram Budapeszt        |                    |
| 11.01.1990 | SC Traktor Schwerin   | 3:0   | Deltalloyd AMVJ Amsterdam | 15:6, 15:4, 15:6   |
| 24.01.1990 | SC Traktor Schwerin   | 3:0   | Deltalloyd AMVJ Amsterdam | 15:1, 15:7, 15:5   |
|            | RC Cannes             |       | Ruda Hvezda Praga         |                    |
| 24.01.1990 | RC Cannes             | 0:3   | Ruda Hvezda Praga         |                    |

### Turniej finałowy
Lille

#### Mecze o rozstawienie
| Data       | Drużyna 1             | Wynik | Drużyna 2           | Sety               |
| ---------- | --------------------- | ----- | ------------------- | ------------------ |
| 18.02.1990 | Braglia Reggio Emilia | 3:0   | SC Traktor Schwerin | 15:6, 15:13, 15:10 |
| 18.02.1990 | ADK Ałma-Ata          | 3:0   | Ruda Hvezda Praga   | 15:6, 15:3, 15:3   |

#### Półfinał
| Data       | Drużyna 1             | Wynik | Drużyna 2           | Sety                      |
| ---------- | --------------------- | ----- | ------------------- | ------------------------- |
| 19.02.1990 | ADK Ałma-Ata          | 3:1   | SC Traktor Schwerin | 15:12, 15:10, 10:15, 15:4 |
| 19.02.1990 | Braglia Reggio Emilia | 3:1   | Ruda Hvezda Praga   | 15:6, 15:10, 10:15, 15:11 |

#### Mecz o 3. miejsce
| Data       | Drużyna 1           | Wynik | Drużyna 2         | Sety |
| ---------- | ------------------- | ----- | ----------------- | ---- |
| 20.02.1990 | SC Traktor Schwerin | 3:    | Ruda Hvezda Praga |      |

#### Finał
| Data       | Drużyna 1    | Wynik | Drużyna 2             | Sety |
| ---------- | ------------ | ----- | --------------------- | ---- |
| 20.02.1990 | ADK Ałma-Ata | 3:1   | Braglia Reggio Emilia |      |

## Klasyfikacja końcowa
| Miejsce | Drużyna               |
| ------- | --------------------- |
| złoto   | ADK Ałma-Ata          |
| srebro  | Braglia Reggio Emilia |
| brąz    | Traktor Schwerin      |
| 4.      | Ruda Hvezda Praga     |